# Tømmeråsfjorden
Tømmeråsfjorden (lulesamisk: Dimbarásvuodna) er en arm af Haukøyfjorden i Tysfjorden i Nordland fylke i Norge. Den går omtrent fem kilometer ind mod bebyggelsen Tømmeråsfjorden.
Fjorden har indløb mellem Tømmeråsneset i nord og Nordneset (på Fuglfjordneset) i syd og går i østlig retning mellem Tømmeråsen og Mulbukttinden til Urvika for derefter at smalne ind og svinge mod syd med Tømmeråstinden og Titinden på østsiden. Storelven kommer ned fra fjeldene på sydsiden og har udløb i fjordbunden.
Området var vejløst indtil dele af Riksvej 827/«Kjøpsvikveien» bleg bygget langs hele østsiden af fjorden. En lokal vej som går langs nordkysten fra Neppvika til Haukøya passerer bebyggelsen Tømmeråsen.